# Ázere (Arcos de Valdevez)
Pour les articles homonymes, voir Ázere.
Ázere est une freguesia (« paroisse civile ») du Portugal, rattachée au concelho (« municipalité ») d'Arcos de Valdevez et située dans le district de Viana do Castelo et la région Nord.